# Necessary and Proper Clause
Der moderne Begriff Necessary and Proper Clause („notwendiger und angemessener Paragraph“), historisch auch Sweeping Clause („Generalklausel“) ist ein Paragraph in Artikel I, Abschnitt 8 der Verfassung der Vereinigten Staaten: Der Paragraph schließt die Aufzählung der dem Kongress ausdrücklich zustehenden Befugnisse mit der allgemeinen Erklärung ab, dass der Kongress sich aller „notwendigen und angemessenen“ Mittel bedienen darf, um seine Befugnisse auszuüben.

„The Congress shall have Power [...] To make all Laws which shall be necessary and proper for carrying into Execution the foregoing Powers, and all other Powers vested by this Constitution in the Government of the United States, or in any Department or Officer thereof.“

„Der Kongress hat das Recht [...] alle zur Ausübung der vorstehenden Befugnisse und aller anderen Rechte, die der Regierung der Vereinigten Staaten, einem ihrer Zweige oder einem einzelnen Beamten auf Grund dieser Verfassung übertragen sind, notwendigen und zweckdienlichen Gesetze zu erlassen.“

Gemäß der Entscheidung des Obersten Gerichtshofs im Fall McCulloch v. Maryland (1819) zählt diese Befugnis zu den Implied Powers des Kongresses.